# Miami vice
Miami vice és una sèrie de televisió de drama criminal estatunidenca creada per Anthony Yerkovich i produïda per Michael Mann per a la cadena NBC. La sèrie és protagonitzada per Don Johnson en el paper de James «Sonny» Crockett i Philip Michael Thomas com a Ricardo «Rico» Tubbs, dos detectius de la policia antidroga de Miami. La sèrie es va emetre durant cinc temporades a la NBC del 16 de setembre de 1984 al 28 de juny de 1989.
A diferència de la ficció detectivesca estàndard, la sèrie es va inspirar en la cultura new wave de la dècada del 1980 i destaca per la seva integració de la música pop i rock contemporània i per les imatges elegants o estilitzades. La revista People va afirmar que Miami vice va ser el «primer programa que va semblar realment nou i diferent des que es va inventar la televisió en color». Michael Mann també va dirigir-ne una adaptació cinematogràfica actualitzada basada en la sèrie, que es va estrenar el juliol de 2006.

## Producció
D'acord amb el títol, la majoria dels capítols se centren en la lluita contra el tràfic de drogues i la prostitució. Els episodis sovint acaben en un intens tiroteig que es cobra la vida de diversos criminals abans que puguin ser detinguts. Un aire subterrani de cinisme i inutilitat subjau en tota la sèrie, i els detectius es refereixen sovint a la naturalesa Whac-A-Mole dels càrtels de la droga.
Tal com va comentar Lee H. Katzin, un dels directors de la sèrie, «Miami vice està pensada per a al públic de l'MTV, al qual l'interessa més les imatges, les emocions i l'energia que el guió, els personatges o els diàlegs». Aquests elements van convertir la sèrie en un èxit immediat i en la seva primera temporada va rebre una quinze nominacions sense precedents als premis Emmy. Miami vice va ser un dels primers programes de televisió que es va emetre en so estereofònic i cada episodi de la sèrie va costar 2 milions de dòlars.

### Càsting
Nick Nolte i Jeff Bridges van ser considerats per al paper de Sonny Crockett, però com que no era lucratiu per a les estrelles del cinema aventurar-se a la televisió en aquell moment, es van considerar també altres candidats com Mickey Rourke, però va rebutjar l'oferta. Després de desenes de candidats, Don Johnson, que aleshores tenia 34 anys, i Philip Michael Thomas van ser escollits com a vice cops.
Després de dues temporades, Don Johnson va amenaçar amb abandonar la sèrie arran d'una disputa contractual força publicitada. La cadena estava preparada per substituir-lo per Mark Harmon, que recentment havia marxat d'A cor obert, però la cadena i Johnson van arribar a un acord i va continuar amb la sèrie fins al final.

### Localitzacions
Molts episodis de Miami vice es van rodar al barri de South Beach de Miami Beach, una zona on aleshores «no hi havia gaire gent i els hotels del carrer d'Ocean Drive estaven plens de persones d'edat avançada que subsistien amb les pensions de la Seguretat Social. Podíem filmar al mig del carrer, literalment, i no hi havia cap cotxe aparcat». En els primers episodis, en particular, els residents jubilats locals eren sovint utilitzats com a figurants. Algunes cantonades de South Beach estaven tan deteriorades que l'equip de producció va decidir repintar les parets exteriors d'alguns edificis abans de rodar. Les escenes interiors s'havien de filmar inicialment als Universal Studios de Los Angeles, però per a simplificar la logística es va prendre la decisió d'utilitzar les instal·lacions de Greenwich Studios a North Miami.
A Miami vice se li atribueix fins a cert punt haver provocat una onada de sensibilització per a la preservació de l'arquitectura art déco de Miami i molts d'aquests edificis, entre ells força hotels davant de la platja, s'han renovat des del rodatge, fent d'aquesta part de South Beach un dels llocs més populars del sud de Florida per als turistes i les celebritats.

### Música
Miami vice destaca pel seu ús innovador de la música de radiodifusió estèreo, especialment els èxits pop i rock dels anys 1980, i la música instrumental sintetitzada distintiva de Jan Hammer. Mentre que altres programes de televisió utilitzaven música feta per a la televisió, Miami vice va gastar al voltant de 10.000 dòlars per episodi per a comprar els drets de les gravacions originals. Que es reproduís una cançó a Miami vice va ser un impuls per als segells discogràfics i els artistes. Entre les nombroses grups i músics coneguts que van aportar la seva música a la sèrie hi havia:
- Roger Daltrey
- Pete Townshend
- Underworld
- Duran Duran
- Sinéad O'Connor
- Black Uhuru
- Jackson Browne
- Kate Bush
- Meat Loaf
- Phil Collins
- Bryan Adams
- Tina Turner
- Public Image Limited
- Peter Gabriel
- Pink Floyd
- ZZ Top
- The Smiths
- The Tubes
- Dire Straits
- Depeche Mode
- Iron Maiden
- The Alan Parsons Project
- Glenn Frey
- U2
- Frankie Goes to Hollywood
- The Police
- Suicidal Tendencies
- The Damned
- Billy Idol
- Billy Ocean
- Eric Clapton
- Leonard Cohen
- Miles Davis
- Willie Nelson
- Frank Zappa
- Gloria Estefan
- Gene Simmons

Una escena icònica de la sèrie consisteix amb Crockett i Tubbs conduint per Miami de nit amb la cançó de Phil Collins «In the air tonight». La banda sonora original de Miami vice, amb el tema principal «Smuggler's blues» es va mantenir al capdavant de la llista d'àlbums dels Estats Units d'Amèrica durant 11 setmanes el 1985, i es va convertir en la banda sonora de televisió més exitosa de l'època. El tema principal va ser tan popular que també va guanyar dos premis Grammy el 1986. Una altra melodia recurrent, «Crockett's theme» va ser número 1 a diversos països europeus el 1987.
Durant l'emissió de la sèrie, es van publicar tres àlbums de bandes sonores oficials amb la música original dels episodis. Hammer també va publicar diversos discos amb música de la sèrie; entre ells es troben Escape from television (1987), Snapshots (1989) i Miami vice: The complete collection (2002).

### Impacte en la cultura popular
El videojoc Grand Theft Auto: Vice City , publicat per Rockstar Games el 2002, està inspirat en Miami vice de múltiples maneres: està ambientat en una estilitzada ciutat fictícia inspirada en el Miami dels anys 1980 anomenada Vice City, un dels personatges principals, Lance Vance, compta amb la veu de Philip Michael Thomas, i «Crockett's theme» apareix a l'estació de ràdio del joc Emotion 98.3.
Molts dels estils i tendències de moda popularitzats per Miami vice, com ara els cotxes esportius i les llanxes ràpides, la barba sense afaitar, el fet de portar una samarreta sota una americana de color pastel, anar amb mocassins sense mitjons, les mànigues arremangades, les sabates nàutiques i les ulleres de sol Ray-Ban, simbolitzen la imatge estereotipada de la moda i la cultura de la dècada del 1980.